# تصفيات كأس العالم للكريكيت للسيدات 2008
كانت تصفيات كأس العالم للكريكيت للسيدات 2008 بطولة مكونة من ثمانية فرق أُقيمت في جنوب أفريقيا في فبراير 2008 لتحديد آخر فريقين متأهلين لنهائيات كأس العالم للكريكيت للسيدات 2009. تأهلت جنوب أفريقيا وباكستان، حيث فاز البلد المضيف في النهائي ضد باكستان.

## ما قبل البطولة
كان من المقرر أن تُلعب بطولة 2007 في لاهور، باكستان في نوفمبر 2007 ولكن تم تأجيلها بسبب حالة الطوارئ في باكستان، ومن ثم نُقلت إلى جنوب أفريقيا، حيث لُعبت في فبراير 2008. وتم تقسيم الفرق الثمانية المشاركة إلى مجموعتين. وضمت المجموعة أ جنوب أفريقيا، برمودا، بابوا غينيا الجديدة، هولندا وضمت المجموعة ب أيرلندا، باكستان، زيمبابوي وأسكتلندا.

## التصفيات الإقليمية
على عكس عام 2003، كان على أربعة فرق التأهل للبطولة. تأهلت أيرلندا وجنوب أفريقيا تلقائياً لأنهما لعبتا في كأس العالم السابق، وتأهلت هولندا واسكتلندا تلقائياً كونهما الفرق الأوروبية الوحيدة المتبقية.

### أفريقيا
أُقيمت مرحلة التصفيات الأفريقية على شكل دورة روبن بمشاركة أربعة منتخبات، في نيروبي، كينيا في ديسمبر 2006. المنتخبات المشاركة كانت كينيا، تنزانيا، أوغندا، وزيمبابوي. فازت زيمبابوي في جميع مبارياتها الثلاث وتأهلت إلى البطولة الرئيسية.

### الأمريكيتين
أُقيمت مرحلة التصفيات لمنطقة الأمريكتين في سلسلة من ثلاث مباريات بين برمودا وكندا، أُجريت في حديقة بيكون هيل في فيكتوريا (كولومبيا البريطانية)، كندا في سبتمبر 2006. فازت كندا بالمباراة الأولى، لكن برمودا عادت وفازت بالمباراتين المتبقيتين، لتتأهل بذلك إلى البطولة الرئيسية.

### آسيا
المرحلة الآسيوية من التصفيات كانت سلسلة من ثلاث مباريات بين باكستان و هونغ كونغ، لعبت في لاهور، باكستان في سبتمبر 2006. فازت باكستان في جميع المباريات الثلاث، اثنتان منها بأكثر من 200 ركلة، وبالتالي تأهلت للبطولة الرئيسية.

### شرق آسيا
أُقيمت مرحلة التصفيات لمنطقة شرق آسيا/المحيط الهادئ في سلسلة من ثلاث مباريات بين اليابان وبابوا غينيا الجديدة، أُجريت في بورت مورسبي، بابوا غينيا الجديدة في سبتمبر 2006. فازت بابوا غينيا الجديدة بجميع المباريات الثلاث، وبالتالي تأهلت إلى البطولة الرئيسية.

### أوروبا
في حين أن إيرلندا، هولندا واسكتلندا جميعها بالفعل في البطولة الرئيسية، جميع الفرق الثلاثة ستلعب ضد منتخب إنجلترا للتطوير في بطولة أوروبا للسيدات في 2007، والمجموعة النهائية لهولندا واسكتلندا تعتمد على موقعهم في هذه البطولة.

## الفرق
| برمودا | أيرلندا | هولندا | باكستان |
| --- | --- | --- | --- |
| - ليندا مينزر (c) - سوزيت ألبوي - ستايسي باب - كيفون فربرت - ماري إلين جاكسون - نيكول جونز - تيري لين بينتر - رونا ريتشاردسون - ستايسي سيمونز - أركيتا سميث - ريكيل سميث - شارلين طومسون - شونتا تود - ويندي وودلي | - هيذر ويلين (c) - كاترينا بيغز - جان كارول - نيكولا كوفي - ماريان هيربرت - سيسيليا جويس - إيزوبيل جويس - آن لينهين - كيارا ميتكالف - إيلين نولان - إيمير ريتشاردسون - ميليسا سكوت هايوارد - كلير شيلينغتون - جيل ويلين | - هيلميا رامبالدو (c) - مارلوس برات - كارولين دي فاو - لوت إيغنغ - جويلت هارتنهوف - ليوني هويتينك - ماندي كورنيت - مارجين نيجمان - تشيرالدين أودولف - جاكلين باشلي - دينيس برينس - أنيمار تانك - بولين تي بيست - فيوليت واتنبرغ                 | - أرووج ممتاز (c) - سجدة شاه (vc) - أسماوية إقبال - بتول فاطمة - بسمه معروف - نين عبيدي - نيدا دار - قنيتا جليل - سبحة رشيد - صاديا يوسف - سناء جاويد - سناء مير - سمية صديقي - تسقين قدير                                                          |
| بابوا غينيا الجديدة | إسكتلندا | جنوب إفريقيا | زيمبابوي |
| - كوني أميني (c) - كويتا آتاي - بوني ديفيد - كونو هياجي - ميبو إيبي - ناو كاميا - كارو لوميس - جيري مييا - بيد موريا - نورما أوفاسورو - لوسي أوفيا - أورا ريغانا - هيناو سام - بوك سيكا                            | - فيونا أوركوهارت (c) - آبي آيتكن - كاري أندرسون - سحر أسلم - شارلوت باسكومب - فيونا كامبل - شارلوت فير - لي كاسبرك - فاري ماكسويل - ديان بيدغريفت - بولا ريتشي - كاثرين سميل - كارولين سويتمن - كاثرين وايت            | - كري-زيلدا بريتس (c) - كلير تيربلانش (vc) - أوليفيا أندرسون - سوزان بيناد - تريشا تشيتي - دينيشا ديفنارين - شاندري فريتس - أشلين كيلوون - مارشا ليتسوالو - سونيت لوبيزر - أنيلي ميني - أليسيا سميث - دالين تيربلانش - تشارليز فان دير ويستويزن | - جوليا تشيبهبها (c) - إيفون رينسفورد - كريستابل تشاتونزوا - روفارش تشينيمبا - إميلي جينجيكا - تشيبو كامشتسا - سوزان كودزيباتيرا - بريشيوس مارانج - شارني مايرز - ثاندولينكوسي مليلو - سينكيوي مبوفو - تشيبو موجيري - نونهلانلا نياتي - شاريس سايلي |

## الجولة الأولى

### المجموعة أ
| هولندا فاز بثمانية ويكيت بول روس جيمنازيوم، ستيلينبوش الحكام: د فاني كيرويل و ج فون ويلينغ |

| جنوب إفريقيا فاز بعشرة ويكيت ملعب جامعة ستيلينبوش رقم 2، ستيلينبوش الحكام: آر بيركنستوك و م مولر |

| هولندا فاز ب196 رن بول روس جيمنازيوم، ستيلينبوش الحكام: آي ام مولر و آي فان شور |

| جنوب إفريقيا فاز ب270 رن نادي كريكيت فان دير ستيل، ستيلينبوش الحكام: ج آ هانيكوم و ج أ فون ويلينغ |

| بابوا غينيا الجديدة فاز ب179 رن ملعب جامعة ستيلينبوش رقم 2، ستيلينبوش الحكام: د فاني كيرويل و آر ام وايت |

| جنوب إفريقيا فاز ب227 رن ملعب جامعة ستيلينبوش رقم 1، ستيلينبوش الحكام: آر ان بيركنستوك و آي ام مولر |

### المجموعة ب
| الفريق   | مباريات | فوز | خسارة | تعادل | لم تُلعب | نقاط |
| -------- | ------- | --- | ----- | ----- | ------- | ---- |
| باكستان  | 3       | 3   | 0     | 0     | 0       | 6    |
| أيرلندا  | 3       | 2   | 1     | 0     | 0       | 4    |
| زيمبابوي | 3       | 1   | 2     | 0     | 0       | 2    |
| اسكتلندا | 3       | 0   | 3     | 0     | 0       | 0    |

| باكستان فازت ب47 ركضة ملعب جامعة ستيلينبوش رقم 1، ستيلينبوش الحكام: ج.أ. هانيكوم و ر.م. وايت |

| زيمبابوي فازت ب75 ركضة ملعب نادي كريكيت فان در ستيل، ستيلينبوش الحكام: م.أ. كريام و إي. فان شور |

| أيرلندا فازت بفارق 9 ويكيت ملعب جامعة ستيلينبوش رقم 2، ستيلينبوش الحكام: م.أ. كريام و ر.م. وايت |

| باكستان فازت بفارق 9 ويكيت ملعب جامعة ستيلينبوش رقم 1، ستيلينبوش الحكام: ر.ن. بيركنستوك و د. فان كرويل |

| أيرلندا فازت ب208 ركضة بول روس جمنازيوم، ستيلينبوش الحكام: ج.أ. هانيكوم و م.أ. كريام |

| باكستان فازت ب252 ركضة ملعب نادي كريكيت فان در ستيل، ستيلينبوش الحكام: إي. فان شور و ج.أ. فون وليينج |

## الملحقات

### نصف نهائي المركز الخامس
| زيمبابوي فاز بفارق 125 نقطة Van der Stel Cricket Club Ground، ستيلينبوش الحكام: م. أ. كرييم و ر. م. وايت |

| اسكتلندا فاز بفارق 4 ويكيت Paul Roos Gymnasium، ستيلينبوش الحكام: إ. فان شور و ج. أ. فون ويلينغ |

### المركز الثالث
| أيرلندا فازت بـ 66 جولة ملعب جامعة ستيلينبوش رقم 2، ستيلينبوش الحكام: إم إيه كارييم و آر إم وايت |

### المركز الخامس
| زيمبابوي فازت بـ 161 نقطة ملعب نادي فان دير ستيل للكريكيت، ستيلينبوش الحكام: آي فان شور و جيه إيه فون فيلينغ |

### المركز السابع
| بابوا غينيا الجديدة فازت بـ 45 نقطة مدرسة بريدج هاوس، فرانشهوك الحكام: آي فان شور و جيه إيه فون فيلينغ |

## نصف النهائي
| جنوب إفريقيا فازت بـ 7 ويكيت ملعب جامعة ستيلينبوش رقم 1، ستيلينبوش الحكام: آر إن بيركنستوك وجي إيه هانيكوم |

| باكستان فازت بـ 94 نقطة ملعب جامعة ستيلينبوش رقم 2، ستيلينبوش الحكام: إيه إم مولر و دي فان كيرويل |

- لوت إيغينغ (هولندا) أحرزت هاتريك.

## النهائي
| جنوب إفريقيا فازت بـ 8 ويكيت ملعب جامعة ستيلينبوش رقم 1، ستيلينبوش الحكام: آر إن بيركنستوك و إيه إم مولر |